# De blauwe familie
De blauwe familie is een Nederlandse documentaire over racisme en discriminatie binnen de Politie in Nederland. De documentaire is in samenwerking met Controle Alt Delete gemaakt en geregisseerd door Maria Mok en Meral Uslu en werd voor het eerst uitgezonden bij KRO-NCRV op NPO 2 op 23 mei 2022.
De documentaire laat zien dat er binnen de politie vaak gepraat wordt over gewenste diversiteit en het voorkomen van racisme en discriminatie op de werkvloer, maar dat er in de praktijk weinig tegen wordt gedaan en dat klokkenluiders en melders van misstanden weggepest zouden worden.
Begin juni 2022 verklaarde de politie na een topoverleg discriminatie en racisme strenger aan te willen pakken. De documentaire werd hierbij als directe aanleiding genoemd voor het aanscherpen van het beleid.